# Tabuaeran

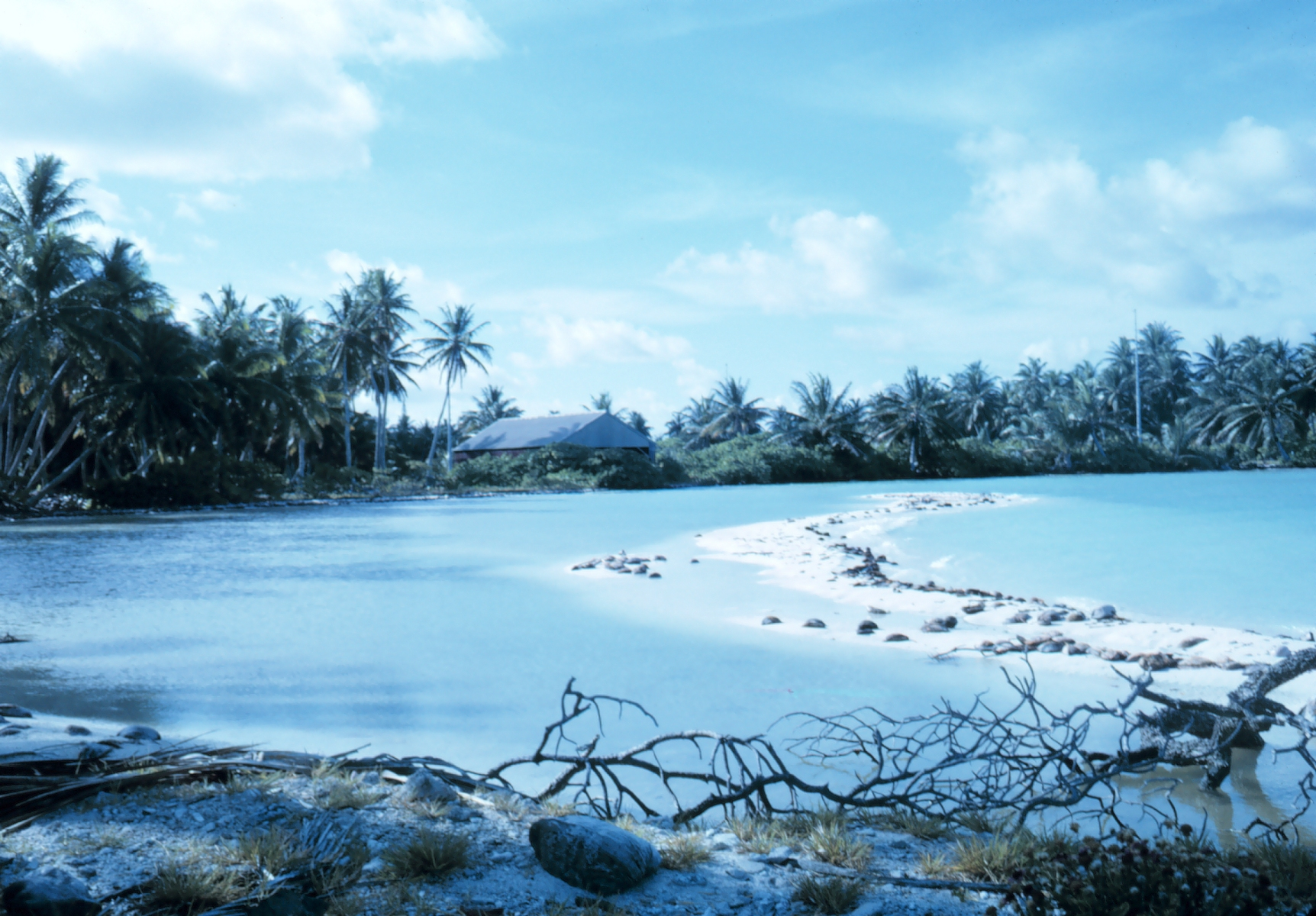
Strand

Tabuaeran (tidigare Fanning Island) är en ö i Polynesien som tillhör Kiribati.

## Geografi
Tabuaeranatollen är en ö bland Line Islands och ligger cirka 285 km nordväst om huvudön Kiritimati. Dess geografiska koordinater är 3°51′ N och 159°21′ V.
Ön ingår i en korallatoll och har en areal om ca 33,7 km² med en längd på ca 18 km och ca 11 km bred. atollen omfattar 3 större öar och flera småöar.
Befolkningen uppgår till cirka 2 500 invånare fördelade på 9 byar Napari (huvudort), Aontenaa, Aramari, Betania, Mwanuku, Paelau, Tenenebo, Tereitaki och Tereitannano.
Tabuaeran har en liten flygplats nära Tereitaki (flygplatskod "TNV") för lokalt flyg.

## Historia
Tabuaeran har troligen bebotts av polynesier sedan tidigare. När den upptäcktes den 4 november 1798 av amerikanske Edmund Fanning var den dock obebodd.
USA gjorde anspråk på ön 1800 men 1889 annekterades ön av Storbritannien som använde den som kabelstation i en transpacifisk telekabel mellan Kanada och Australien.
1939 införlivade ön i kolonin Gilbert och Elliceöarna, en del i det Brittiska Västra Stillahavsterritoriet.
1979 införlivades öarna i den nya nationen Kiribati.
Kiribatis nuvarande president  Anote Tong är född och uppvuxen på Tabuaeran.